# 菲律賓海軍陸戰隊

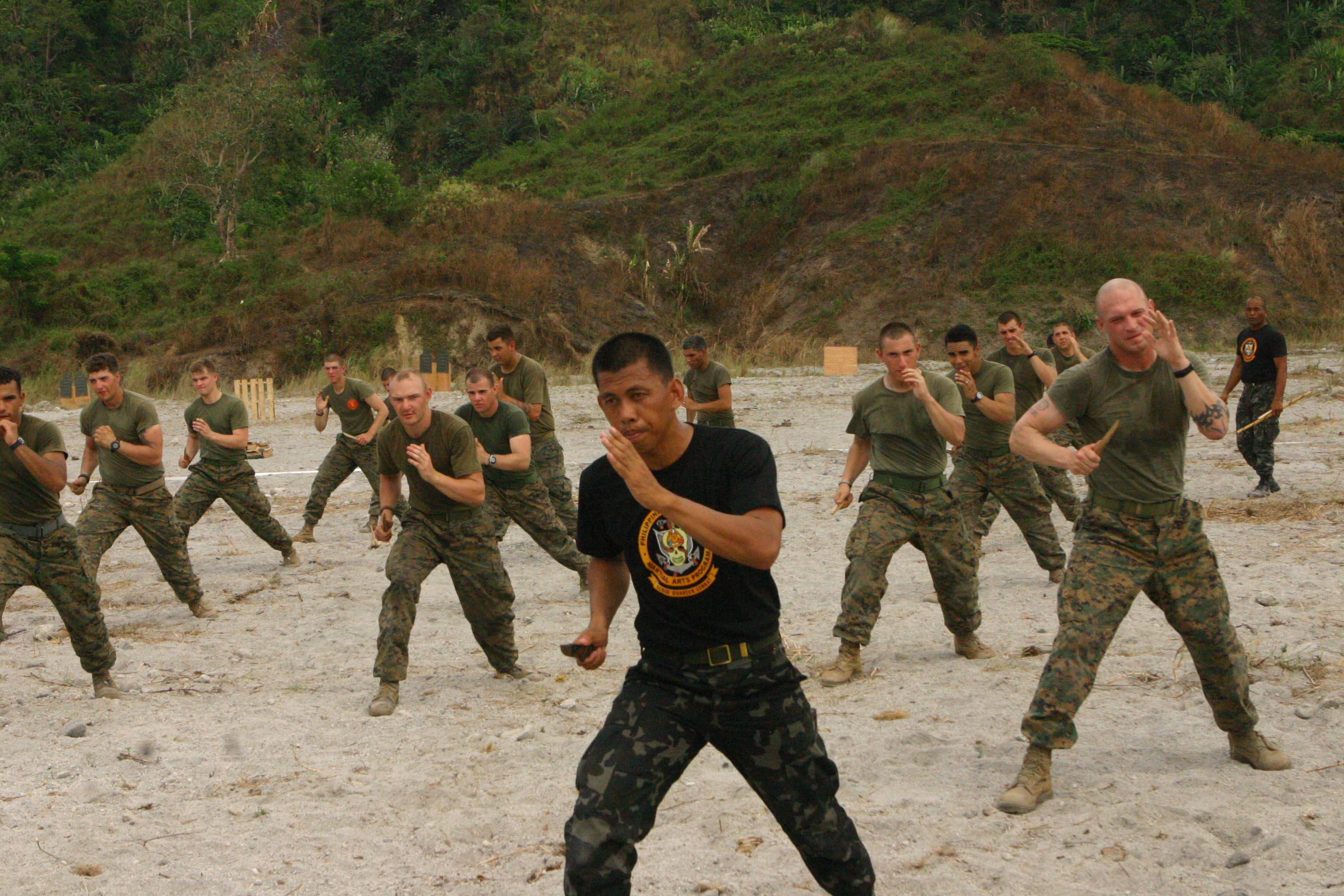
菲律宾海軍陸戰隊

菲律賓海軍陸戰隊（英文：Philippine Marine Corps）於1950年11月2日成立，隸屬於菲律賓海軍，總部位於菲律賓馬尼拉大都會馬卡蒂，規模約8,700名人員。

## 組織
海军陆战队两个旅：
- LVTP-5履带两栖装甲车4辆
- LARC-V水陸車2輛
- M101榴彈炮23門
- OTO-56榴彈炮若干
- “突击队员”V-300装甲车23辆
- “突击队员”V-150装甲车18辆
- 布拉莫斯导弹[1]